# Ophiorrhiza davaensis
Ophiorrhiza davaensis är en måreväxtart som beskrevs av Eduardo Quisumbing y Argüelles. Ophiorrhiza davaensis ingår i släktet Ophiorrhiza och familjen måreväxter. Inga underarter finns listade i Catalogue of Life.